# Генрі Ольденбург
Генрі Ольденбург (англ. Henry Oldenburg, 1618, Бремен, Німеччина — 1677, Лондон, Велика Британія) — німецький, пізніше англійський богослов, дипломат і науковець. З 1653 року постійно жив в Лондоні.
Народився в Бремені, вивчав теологію, 2 листопада 1639 року отримав ступінь. Після цього працював репетитором в Англії майже десятиліття. У 1648 році повернувся в Бремен.
Секретар Лондонського Королівського товариства, засновник і редактор «Філософських праць Королівського товариства». Вважається, що саме Ольденбург ввів в ужиток практику попереднього рецензування надісланих для публікації наукових рукописів незалежними експертами.
Відомий також своїм листуванням з багатьма видатними людьми свого часу, в тому числі, з Ньютоном і Лейбніцом. Зокрема, саме через Ольденбурга деякий час велося листування Ньютона з Лейбніцом, що містить суперечку про пріоритет у відкритті диференціального числення і знамениту анаграму Ньютона: «data aequatione quotcunque fluentes quantitates involvente fluxiones invenire et vice versa» («дано рівняння, що містить в собі поточні кількості, — знайти течії, і навпаки»).